# Wit Busza
Wit Busza es un físico estadounidense de ascendencia polaca, nacido en Rumanía. Se desempeña como profesor de física en el Instituto Tecnológico de Massachusetts (MIT).

## Biografía
Obtuvo un B.Sc. (1960) y Ph.D. (1964) del University College de Londres. Comenzó a enseñar en el MIT en 1969 y fue nombrado profesor titular en 1979. Fue nombrado miembro de la facultad Margaret MacVicar en 1995. Es miembro de la Academia Polaca de Artes y Ciencias y miembro de la Sociedad Estadounidense de Física.
Sus estudios se centran principalmente en el campo del plasma de quarks-gluones. Ha sido portavoz del experimento PHOBOS en el Acelerador relativista de iones pesados. PHOBOS tiene la mayor cobertura de pseudorapidez de todos los detectores y está diseñado para medir la multiplicidad de partículas en masa.

### Premios y honores
Obtuvo el Premio Buechner en 1990 por sus contribuciones destacadas al Programa de Educación Física del MIT. Se le fue otorgado el Premio de la Escuela de Ciencias del MIT a la excelencia en la enseñanza de pregrado en 1993.
En 2023 fue galardonado con el Premio Tom W. Bonner de Física Nuclear de la Sociedad Estadounidense de Física "por su trabajo pionero en la producción de múltiples partículas en colisiones protón-núcleo y núcleo-núcleo, incluido el descubrimiento de la escala de participantes, y por la concepción y liderazgo del experimento PHOBOS".